# Proasellus collignoni
Proasellus collignoni és una espècie de crustaci isòpode pertanyent a la família dels asèl·lids.

## Hàbitat
Viu a l'aigua dolça.

## Distribució geogràfica
Es troba a l'Àfrica del Nord: Algèria.